# 카지 나즈룰 이슬람
카지 나즈룰 이슬람(벵골어: কাজী নজরুল ইসলাম, 1899년 5월 25일 ~ 1976년 8월 29일)은 방글라데시의 시인, 작가, 음악가이자 국가 시인이었다. 나즈룰(벵골어: নজরুল)로 널리 알려진, 그는 종교적 헌신과 압제에 대한 반란을 포함한 주제들로 많은 시와 음악을 제작했다. 나즈룰은 정치적, 사회적 정의를 위한 행동주의로 "비드로히 코비" (반역 시인)라는 칭호를 얻었다. 그의 작품들은 나즈룰 기티의 아방가르드 음악 장르를 형성하고 있다.
나즈룰 이슬람은 벵골 대통령직 (현재 서벵골주에 있는) 부르드완 지역 출신의 벵골 무슬림 카지 집안에서 태어나 종교 교육을 받았고 젊은 시절 지역 이슬람 사원에서 무아딘으로 일했다. 그는 시골 연극 단체인 《레토르 달, 레토》와 함께 이 지역의 이슬람 공동체 사람들이 주로 공연하는 서벵골주의 민요 장르였다. 그는 1917년 영국령 인도군에 입대하여 카라치에서 근무했다. 나즈룰은 전쟁이 끝난 후 캘커타에서 저널리스트로 입지를 굳혔다. 그는 인도 제국을 비판하고 그의 시집 《반역자 (বিদ্রোহী)》, 《파괴의 노래 (ভাঙ্গার গান)》와 같은 시집과 그의 출판물 《혜성 (ধূমকেতু)》을 통해 혁명을 요구했다. 인도 독립운동에서의 그의 민족주의 운동은 식민지 영국 당국에 의해 자주 투옥되게 했다. 감옥에 있는 동안, 나즈룰은 《정치범 석방 (রাজবন্দীর জবানবন্দী)》을 썼다. 그의 글은 방글라데시 독립 전쟁 동안 동파키스탄의 벵골인들에게 큰 영감을 주었다.
나즈룰의 글들은 자유, 인간성, 사랑, 그리고 혁명과 같은 주제를 탐구했다. 그는 종교, 카스트, 성별을 포함한 모든 형태의 편협함과 근본주의에 반대했다. 나즈룰은 단편 소설, 소설, 수필을 썼지만 노래와 시로 가장 잘 알려져 있다. 그는 벵골어로 된 가잘 노래들을 소개했고 그의 작품에서 아랍어와 페르시아어를 광범위하게 사용한 것으로도 알려져 있다.
나즈룰은 나즈룰 기티로 알려진 거의 4,000곡의 음악을 작곡하고 작곡했다. 1942년 43세의 나이에, 그는 그의 목소리와 기억을 잃으면서 알려지지 않은 병으로 고통 받기 시작했다. 오스트리아 빈의 한 의료팀은 이 병을 희귀 난치성 신경퇴행성 질환인 픽 병이라고 진단했다. 이로 인해 나즈룰의 건강이 꾸준히 악화되었고, 나즈룰은 고립되어 살게 되었다. 그는 또한 수년 동안 란치 정신 병원에 입원했다. 방글라데시 정부의 초청으로 나즈룰의 가족은 그를 방글라데시로 데려갔고 1972년 다카로 이주했다. 그들은 방글라데시 시민권을 받았다. 그는 4년 후인 1976년 8월 29일 방글라데시에서 사망했다.

## 사망
1972년 5월 24일, 새로 독립한 방글라데시는 인도 정부의 동의 하에 나즈룰을 다카에서 살게 했다. 1976년 1월, 그는 방글라데시의 시민권을 얻었다. 치료와 관심을 받았음에도 불구하고, 나즈룰의 신체적, 정신적 건강은 나아지지 않았다. 1974년에. 그의 막내아들, 기타리스트인 카지 아니루다가 죽었고, 나즈룰은 1976년 8월 29일 오랜 병으로 곧 죽었다. 그가 그의 시들 중 하나로 표현한 소망에 따라, 그는 다카 대학교의 캠퍼스에 있는 모스크 옆에 묻혔다. 수만명의 사람들이 그의 장례식에 참석했다. 방글라데시는 이틀간의 국가 애도 기간을, 인도 의회는 그를 기리기 위해 1분간 침묵을 지켰다.

## 평론
문학평론가 세라줄 이슬람 초드리에 따르면, 나즈룰의 시는 그가 확신과 감각성을 전달하기 위해 사용한 수사적 장치의 풍부한 사용으로 특징지어진다. 그는 종종 정리나 광택을 신경 쓰지 않고 글을 썼다. 그의 작품들은 종종 이기주의로 비판을 받지만, 그의 추종자들은 그것들이 자아보다 더 자신감을 가지고 있다고 반박한다. 그들은 신을 거역하면서도 그에 대한 내면의 겸손한 헌신을 유지하는 그의 능력을 인용한다. 나즈룰의 시는 타고르의 세련된 문체에 비해 투박하지만 독특하다고 여겨진다. 나즈룰의 페르시아어 어휘 사용은 논란의 여지가 있었지만, 그것은 그의 연구의 범위를 늘렸다.